# Csaba Fehér
Csaba Fehér (Szekszárd, 2 september 1975) is een voormalig Hongaars voetballer.

## Carrière
Fehér maakte zijn debuut in het profvoetbal bij Pécsi Mecsek, tevens de club waarbij hij in de jeugd speelde. Hij speelde vier seizoenen in de hoofdmacht van de club waarin hij in totaal 64 wedstrijden speelde en 5 keer tot scoren kwam. In 1996 maakte hij een stap omhoog en ging voetballen bij Újpest FC, dat het seizoen daarvoor derde was geëindigd. In zijn tweede seizoen bij Újpest FC werd hij kampioen en werd er in de bekerfinale verloren van MTK Hungária FC. Na drie seizoenen waarin hij 82 wedstrijden speelde en 4 keer scoorde, maakte hij de overstap naar stadsgenoot MTK Hungária FC. Na een half seizoen vertrok hij naar het buitenland en ging hij spelen bij Verbroedering Geel.
In Nederland speelde Fehér onder meer bij NAC Breda. Eerder speelde hij ook vanaf 2000 tot 2004 bij NAC Breda. Vervolgens vertrok hij naar PSV, waar hij de beoogde opvolger van Mark van Bommel of Johann Vogel moest worden. Het lukte niet om een basisplaats bij PSV af te dwingen en hij werd verhuurd aan Újpest FC.
In het seizoen 2005-2006 werd Fehér verhuurd aan Willem II. Tijdens het seizoen 2006-2007 kwam hij nauwelijks aan spelen toe. Het was dan ook verrassend te noemen, dat hij in Londen mocht spelen tegen Arsenal FC in de achtste finale van de Champions League. Fehér had een contract tot medio 2008 bij PSV maar werd verhuurd aan NAC, waar hij een contract kreeg tot medio 2009. In de zomer van 2011 keerde hij terug bij Újpest. Na slechts één invalbeurt werd zijn contract in augustus 2011 alweer ontbonden.
Fehér speelde 42 interlands voor het Hongaars voetbalelftal. Hij maakte zijn debuut op 25 maart 1998 in het oefenduel tegen Oostenrijk. Zijn 42ste en laatste interland speelde hij op 12 augustus 2009 in het met 0-1 verloren oefenduel tegen Roemenië.

## Statistieken
| Seizoen | Club               | Competitie            | Wedstrijden | Doelpunten |
| ------- | ------------------ | --------------------- | ----------- | ---------- |
| 1992/93 | Pécsi Mecsek       | Magyar Labdarúgó Liga | 18          | 1          |
| 1993/94 | Pécsi Mecsek       | Magyar Labdarúgó Liga | 14          | 2          |
| 1994/95 | Pécsi Mecsek       | Magyar Labdarúgó Liga | 9           | 1          |
| 1995/96 | Pécsi Mecsek       | Magyar Labdarúgó Liga | 23          | 1          |
| 1996/97 | Újpest FC          | Magyar Labdarúgó Liga | 30          | 1          |
| 1997/98 | Újpest FC          | Magyar Labdarúgó Liga | 28          | 2          |
| 1998/99 | Újpest FC          | Magyar Labdarúgó Liga | 24          | 1          |
| 1999/00 | MTK Hungária FC    | Magyar Labdarúgó Liga | 14          | 1          |
| 1999/00 | Verbroedering Geel | Eerste klasse         | 14          | 0          |
| 2000/01 | NAC                | Eredivisie            | 32          | 2          |
| 2001/02 | NAC                | Eredivisie            | 30          | 4          |
| 2002/03 | NAC                | Eredivisie            | 34          | 5          |
| 2003/04 | NAC                | Eredivisie            | 22          | 4          |
| 2004/05 | PSV                | Eredivisie            | 4           | 0          |
| 2004/05 | Újpest FC          | Magyar Labdarúgó Liga | 14          | 1          |
| 2005/06 | Willem II          | Eredivisie            | 20          | 1          |
| 2006/07 | PSV                | Eredivisie            | 3           | 0          |
| 2007/08 | NAC Breda          | Eredivisie            | 30          | 2          |
| 2008/09 | NAC Breda          | Eredivisie            | 27          | 2          |
| 2009/10 | NAC Breda          | Eredivisie            | 28          | 1          |
| 2010/11 | NAC Breda          | Eredivisie            | 25          | 2          |
| 2011/12 | Újpest FC          | Magyar Labdarúgó Liga | 1           | 0          |
| Totaal  | Totaal             | Totaal                | 442         | 34         |